# Paul Forman

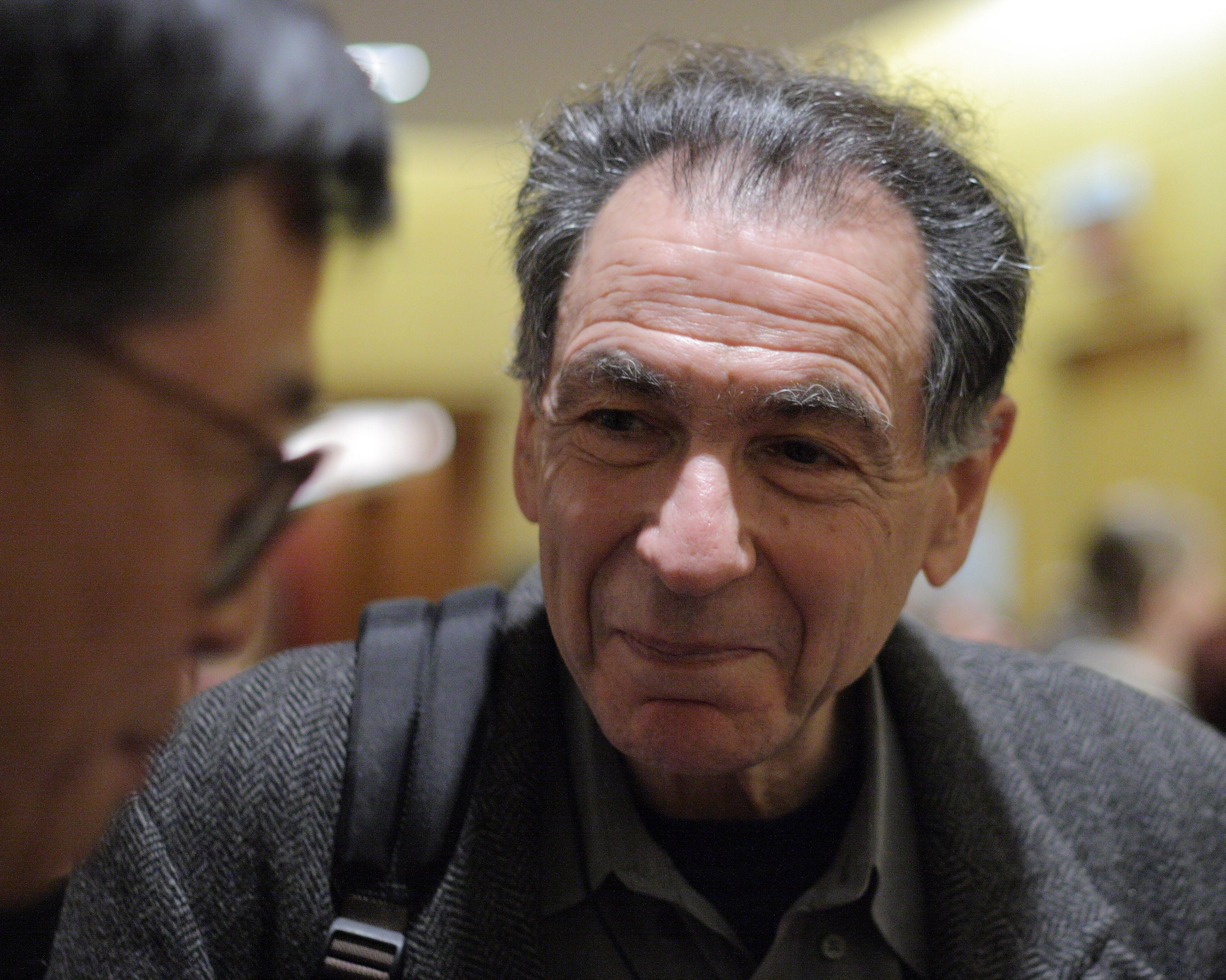
Paul Forman

Paul Forman (* 1937) ist US-amerikanischer Wissenschaftshistoriker und Kurator der Abteilung für Medizin und Naturwissenschaften am National Museum of American History. Formans Forschungsschwerpunkt ist die Geschichte der Physik, in der er mit den Weg dafür bereitete, kulturhistorische Methoden auf naturwissenschaftliche Entwicklungen anzuwenden.
Forman ist promovierter Wissenschaftshistoriker. Seine frühen Arbeiten befassen sich mit den Wurzeln der Quantenmechanik in den Problemen der Theorie atomarer Spektren, zum Beispiel dem anomalen Zeemaneffekt. Ab 1972 arbeitete er am National Museum of American History der Smithsonian Institution, wo er 1975 Kurator wurde.
Seit 1988 ist er Fellow der American Physical Society und seit 1997 der American Association for the Advancement of Science.

## Werk
Forman ist besonders für zwei kontroverse historische Thesen bekannt.
Die erste betrachtet den Einfluss der deutschen Kultur auf die frühe Entwicklung der Quantenmechanik. Er vertritt die Ansicht, dass die Kultur der Weimarer Republik durch ihre, wie er es nennt, Betonung von Nicht-Kausalität, Individualität und Anschaulichkeit zur Akzeptanz und Entstehung der Quantenmechanik beigetragen habe. Forman erforschte auch die Finanzierung der deutschen Wissenschaft in den 1920er Jahren durch die Notgemeinschaft der Deutschen Wissenschaft und die Helmholtz-Gesellschaft (in letzterer waren mehr rheinische Industrieinteressen vertreten). Mit Spencer Weart und John Heilbron veröffentlichte er 1975 eine vergleichende quantitative Studie über die Finanzierung und personelle Ausstattung der Wissenschaft um 1900.
Seine zweite These betrachtet den Einfluss von militärischer Finanzierung auf den Charakter und den Verlauf naturwissenschaftlicher Forschung; er vertritt die Auffassung, dass die stark auf militärische Anwendungen fokussierte Finanzierungspraxis während des Zweiten Weltkriegs und des Kalten Kriegs einen Wechsel in der Physik weg von Grundlagenforschung hin zu angewandter Forschung bewirkte. In diesem Zusammenhang untersuchte er unter anderem die aus der Radarforschung im Zweiten Weltkrieg resultierende Entwicklung der Physik in den USA in den 1950er Jahren, zum Beispiel in der Maser-Entwicklung. Forman erforschte im Rahmen seiner Untersuchungen der Hinterlassenschaft der Radarforschung auch die Geschichte der Atomuhren und die Geschichte der Mikrowellenspektroskopie bei Isidor Isaac Rabi.

## Verweise
1. ↑  Forman: Alfred Landé and the Anomalous Zeeman Effect, 1919–1921. In: Historical Studies in the Physical Sciences. Band 2, 1970, S. 153–261
2. ↑  Forman: The Doublet Riddle and Atomic Physics circa 1924. In: Isis. Band 59, 1968, S. 156–174
3. ↑  Forman: Weimar culture, causality, and quantum theory: adaptation by German physicists and mathematicians to a hostile environment. In: Historical Studies in the Physical Sciences. Band 3, 1971, S. 1–115. Weiter ausgebaut in Forman: Kausalität, Anschaulichkeit and Individualität, or How Cultural Values Prescribed the Character and Lessons Ascribed to Quantum Mechanics. In: Nico Stehr und Volker Meja (Herausgeber): Society and Knowledge. Transaction Books, 1984, S. 333–347. Kritik zum Beispiel bei P. Kraft und P. Kroes: Adaptation of Scientific Knowledge to an Intellectual Environment. Paul Formans 'Weimar Culture and Quantum Theory, 1918–1927'. Analysis and Criticizm. In: Centaurus. Band 27, 1984, S. 76–99
4. ↑  Forman: The Financial Support and Political Alignment of Physicists in Weimar Germany. In: Minerva. Band 12, 1974, S. 39–66
5. ↑  Forman, Heilbron, Weart Physics circa 1900: Personnel, Funding, and Productivity of the Academic Establishments, Historical Studies in the Physical Sciences, 5, 1971, 1-185
6. ↑  Forman: Behind quantum electronics: National security as basis for physical research in the United States, 1940–1960. In: Historical Studies in the Physical and Biological Sciences. Band 18, 1987, S. 149–229.
7. ↑  Forman: Into quantum electronics: the maser as gadget of Cold-War America. In: Paul Forman und José M. Sánchez-Ron (Herausgeber): National Military Establishments and the Advancement of Science and Technology: Studies in Twentieth Century History. Kluwer, Dordrecht 1996, S. 261–326
8. ↑  Forman: Swords into ploughshares': breaking new ground with radar hardware and technique in physical research after World War II. In: Reviews of Modern Physics. Band 67, 1995, S. 397–455

| Personendaten    | Personendaten                             |
| ---------------- | ----------------------------------------- |
| NAME             | Forman, Paul                              |
| KURZBESCHREIBUNG | US-amerikanischer Wissenschaftshistoriker |
| GEBURTSDATUM     | 1937                                      |